# Jan Kaus
Œuvres principales
Õndsate tund, Tema, Miniatuurid, Hetk

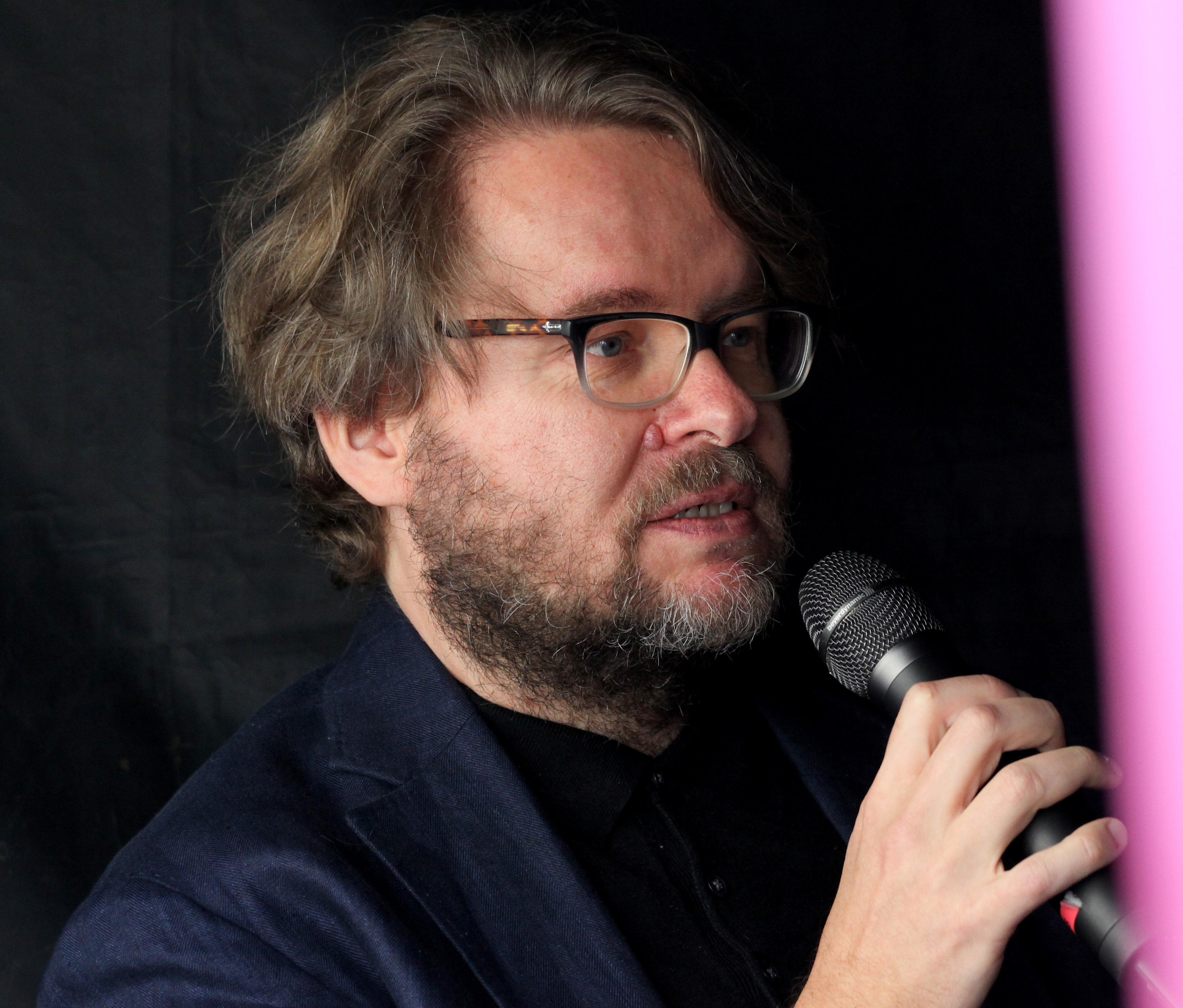
Jan Kaus (2021)

Jan Kaus (né le 22 janvier 1971 à Aegviidu, en Estonie) est un écrivain et poète estonien. Il est aussi critique littéraire, essayiste, graphiste, guitariste et traducteur de l'anglais et du finnois vers l'estonien.

## Biographie
Jan Kaus a étudié les sciences de l'éducation et la philosophie à Tallinn.
De 1998 à 2001, Kaus est le rédacteur en chef de l'hebdomadaire estonien de littérature Sirp. De 2004 à 2007 il préside l'Union des écrivains estoniens (Eesti Kirjanike liit). Depuis 2007, il travaille à nouveau à Sirp.
Jan Kaus est un observateur précis et fin, quelquefois sarcastique de l'Estonie, de la nouvelle économie et de la société de l'internet.
Sa poésie et sa prose traitent des problèmes sociaux de l’Estonie du XXIe siècle.

## Ouvrages

### Poésie
- Öösel näeb halvemini kui päeval (1994, sous le pseudonyme Kalle Kilokalor)
- Õigem Valem – avec Juku-Kalle Raidi, Kalju Kruusa et Fagira D. Mortiga (2000)
- Enam Vähem – avec Juku-Kalle Raidi, Kalju Kruusa et Fagira D. Mortiga (2003)
- Aeg on vaha (2005)
- Asjaõigusest - avec Indrek Koffi et Raido Mürgiga (2012)

### Nouvelles
- Üle ja ümber (2000)
- Õndsate tund (2003)
- Miniatuurid (2009)

### Romans
- Maailm ja mõni", Õigem Valem, 2001, 142 p. (ISBN 9789985782668)
- Tema, Tuum, 2006, 268 p. (ISBN 9789985802939)
- Hetk, Tuum, 2009, 208 p. (ISBN 9789949901401)
- Koju, Tuum, 2012, 208 p. (ISBN 9789949918676)
- Ma olen elus, Nucleus, 2014, 280 p. (ISBN 9789949948291)
- Tõrv, Tuum, 2015, 112 p. (ISBN 9789949960569)

### Traductions vers l'estonien
- Jari Tervo (trad. Jan Kaus), Minu suguvõsa lugu [« Minun sukuni tarina »], 2002

- Sofi Oksanen (trad. Jan Kaus), Puhastus [« Puhdistus »], 2009

- Riikka Pulkkinen (trad. Jan Kaus), Tõde [« Totta »], 2011

## Prix et récompenses
- Prix littéraire Eduard-Vilde, 2007
- Prix du jeune artiste, 2003